# Emiliano Zapata (municipalité)
Pour les articles homonymes, voir Emiliano Zapata (homonymie).
La municipalité d'Emiliano Zapata est l'une des 212 municipalités de l'État de Veracruz, et est située dans la partie centrale de cet État. Située à l'ouest du golfe du Mexique, la municipalité confine à l'ouest sur les piémonts de la Sierra Madre orientale, et fait partie du bassin versant de la rivière Río Paso de la Milpa, affluent sud du fleuve Río Actopan. Son chef-lieu est la ville de Dos Ríos. Elle fait partie de la "Zona metropolitana de Xalapa", aire urbaine qui regroupe autour de la ville de Xalapa les municipalités faisant partie de sa sphère d'influence. Elle dépend également de la région administrative de Capital, qui est une des 10 subdivisions administratives de l'État de Veracruz, et qui comprend sa capitale étatique, Xalapa.

## Géographie
La municipalité d'Emiliano Zapata s'étend d'ouest en est dans le bassin versant de la rivière Río Paso de la Milpa, l'un des principaux affluents du fleuve Río Actopan, qui la traverse en son sein, et reçoit plusieurs émissaires. Dans la partie orientale de la municipalité, le Río Actopan reçoit les eaux du Río El Coyolar, qui prend ensuite le nom de Río El Aguaje. Plus à l'ouest, le Río Paso de la Milpa reçoit les eaux du Río San Antonio. Enfin, les confins nord de la municipalité sont traversés et bordés par deux affluents directs du Río Actopan, le Río Sedeño et le Río Naolinco. Confinant à l'ouest sur les piémonts de la Sierra Madre orientale, son altitude oscille entre 140 et 1400 mètres. Son chef-lieu, la ville de Dos Ríos, se trouve dans la partie occidentale de son territoire, au sud du Río San Antonio. Ce territoire couvre une superficie de 415,7 km2, et était peuplé en 2020 de 85 489 habitants, pour une densité de 205,7 habitants par km2.
Cette municipalité fait partie de la Zona metropolitana de Xalapa (es), qui est composée des municipalités de Banderilla, Coatepec, Coacoatzintla, Emiliano Zapata, Xalapa, Jilotepec, Rafael Lucio, Tlalnelhuayocan et Xico, regroupant une population totale de 789 157 habitants.
Elle est limitrophe au nord des municipalités d'Actopan et de Naolinco, à l'ouest de celle de Xalapa, au sud de celles de Coatepec, de Jalcomulco et d'Apazapan, et à l'est de celle de Puente Nacional.

## Composition et démographie
La municipalité était composée en 2020 de 141 localités, dont 9 étaient considérées comme urbaines, les autres étant rurales. Peu peuplée, la ville chef-lieu de Dos Ríos ne figure pas dans le tableau ci-dessous.
| Localité                            | Population |
| ----------------------------------- | ---------- |
| Jacarandas                          | 11 864     |
| Rinconada                           | 8005       |
| La Pradera                          | 7500       |
| La Estanzuela                       | 4951       |
| Villa Emiliano Zapata (El Carrizal) | 4714       |
| Reste des localités                 | 48 455     |
| Total population                    | 85 489     |

En plus de l'espagnol, plusieurs langues amérindiennes sont parlées dans la municipalité, dont les principales sont par ordre d'importance : le nahuatl, le zapotèque, le totonaque, le tseltal, le maya, le mazatèque et le chinantèque.

## Histoire
En 1922 est créée la municipalité d'El Chico, avec pour chef-lieu la ville de Rinconada. En 1932, la municipalité prend le nom d'Emiliano Zapata ; son siège est déplacé à Dos Ríos en 1938.

## Transports
L'aéroport national El Lencero, qui permet de desservir la capitale de l'État de Veracruz, Xalapa, se trouve sur son territoire, au sud de Dos Ríos. Il est géré par la compagnie Aeromar.
Le territoire de la municipalité est traversé du nord-ouest au sud-est par les routes fédérales 140 et 140D ; la 140, qui traverse Dos Ríos, permet de desservir directement Xalapa au nord-ouest.

## Économie

### Agriculture et élevage
La superficie des parcelles semées représentait en 2019 une surface totale de 8734 hectares, parmi lesquels 3665 hectares étaient voués à la culture du caféier, 2325 hectares étaient voués à la culture du maïs, et 1261 hectares étaient voués à celle de la mangue.
En 2020, la production de viande par tonnes comprenait 467,3 tonnes de viande bovine, 2436,2 tonnes de viande porcine, 48,9 tonnes de viande ovine, 5 tonnes de viande caprine, 793,9 tonnes de volailles, et 4,3 tonnes de dinde. La superficie vouée à l'élevage représentait alors 15 993 hectares.